# Carlo Alfredo Piatti
Carlo Alfredo Piatti (8. ledna 1822, Bergamo – 18. července 1901, Mozzo) byl italský violoncellista, hudební skladatel a pedagog.

## Život
Byl synem houslisty Anatonia Piattiho a také se nejprve začal učit hrát na housle. Na violoncello ho učil jeho prastýc Gaetano Zanetti. Po dvou letech studia se stal členem divadelního orchestru. Po Zanettiho smrti vstoupil na konzervatoř v Miláně a jeho učitelem byl Vincenzo Merighi.
Veřejně poprvé vystoupil v 15 letech a od 16 let koncertoval po celé Evropě. Zpočátku bez většího úspěchu, takže když onemocněl musel prodat i své violoncello. Pomohl mu Franz Liszt, který ho pozval jako hosta na svůj recitál a věnoval mu i nový nástroj. Záhy však koncertoval s úspěchem ve všech významných městech Evropy.
Po založení londýnských Populárních koncertů v roce 1859 se stal jejich trvalým hostem po 39 sezón. Zde vystupoval také ve smyčcovém kvartetu Josepha Joachima.
Hrál na Stradivariho violoncello, které dnes nese jeho jméno a vlastní je mexický violoncellista Carlos Prieto.
Byl rovněž oblíbeným pedagogem. Mezi jeho žáky vynikl např. Robert Hausmann. Sepsal učebnici hry na violoncello, která je dodnes vydávána a používána.

## Dílo

### Violoncello sólo
- Capriccio sopra un tema della "Niobe" di Pacini op. 22
- Dodici Capricci op. 25
- Elegia per la morte di Anton Rubinstein pro dvě violoncella
- In vacanza pro čtyři violoncella

### Violoncello a klavír
- L'Abbandono op. 1
- Air Baskyrs op. 8
- Amour et caprice op. 10
- La Bergamasca op. 14
- Canto di Primavera
- Canzone di Ossian
- Canzonetta
- Capriccio sur de aires de Balfe
- Capriccio sur des aires Gascons
- La corsa
- Danza moresca
- Divertissement sur un air napolitain op. 12
- Elegia per la morte di Cavour
- Entreaty, Supplication, Bitte
- Fantasia Magiara
- Fantasia Romantica op. 27
- Fantasia Scozzese
- Fantasia sopra alcuni motivi della Gemma di Vergy
- Les Fiancés op. 7
- Follia su un'aria di Geminiani
- Gagliarda
- Impromptu on air by Purcell in the Indian Queen
- Introduction et variation sur un thème de Lucia di Lammermoor di Gaetano Donizetti op. 2
- Mazurka sentimentale op. 6
- Minuetto
- Morceau di Cencert
- Notturno op.20
- Passatemps sentimental op.4
- Pioggia d'Aprile
- Une prière. Tema con variazioni op. 3
- Rimembranze del Trovatore di Verdi
- Rondò sulla "Favorita"
- Sérénade Italienne op. 17
- Serenata per due violoncelli e pianoforte
- Siciliana op. 19
- Soirées champêtre
- Sonata in Do op. 28
- Sonata in Re op. 29
- Sonata in Fa op. 30
- Sonata in Sol op. 31
- Sonata in La op. 32
- Sonata in Mi op. 33
- Souvenir de Beatrice Tenda
- Souvenir de Linda
- Souvenir de Puritani op. 9
- Souvenir de la Sonnambula op. 5
- La Suédoise op. 11
- Tarantella op. 23
- Tema e variazioni
- Trois airs russes variées op. 16

### Violoncello s orchestrem
- Air Baskyrs op.8
- Entreaty, Supplication, Bitte
- Serenata per due violoncelli e orchestra
- Tema e Variazioni
- Cello Concerto No.1, op.24
- Cello Concerto No.2, op.26